# Donald Brittain
Donald Brittain (10. června 1928 – 21. července 1989) byl kanadský filmový režisér, scenárista a producent. Svou kariéru zahájil koncem padesátých let, kdy však točil převážně krátkometrážní filmy. V roce 1965 společně Donem Owenem natočil dokumentární film Ladies and Gentlemen… Mr. Leonard Cohen pojednávající o spisovateli a později hudebníkovi Leonardu Cohenovi. Autorem scénáře k tomuto filmu je Brittain. V roce 1989 získal cenu Margaret Collier a o rok později byl pomsrtně oceněn Řádem Kanady. V roce 1995 o něm byl natočen dokumentární film Donald Brittain: Filmmaker